# Sucha (gromada w powiecie olkuskim)
Sucha (do 28 II 1956 Glanów) – dawna gromada, czyli najmniejsza jednostka podziału terytorialnego Polskiej Rzeczypospolitej Ludowej w latach 1954–1972.
Gromady, z gromadzkimi radami narodowymi (GRN) jako organami władzy najniższego stopnia na wsi, funkcjonowały od reformy reorganizującej administrację wiejską przeprowadzonej jesienią 1954 do momentu ich zniesienia z dniem 1 stycznia 1973, tym samym wypierając organizację gminną w latach 1954–1972.
Gromadę Sucha z siedzibą GRN w Suchej utworzono 29 lutego 1956 roku w powiecie olkuskim w woj. krakowskim w związku z przeniesieniem siedziby GRN gromady Glanów z Glanowa do Suchej i przemianowaniem jednostki na gromada Sucha. Dla gromady ustalono 19 członków gromadzkiej rady narodowej.
Gromadę zniesiono 31 grudnia 1959, a jej obszar włączono do gromad: Jangrot (wsie Sucha i Podchybie), Poręba Górna (wieś Porąbka) i Imbramowice (wieś Glanów).